# Wojciech Jagielski (poeta)
Wojciech Piotr Jagielski (ur. 10 lutego 1955 w Warszawie) – polski poeta, autor tekstów piosenek, kompozytor, także reżyser i scenarzysta teledysków i programów telewizyjnych.

## Życiorys
Jest absolwentem Wydziału Filologii Polskiej Uniwersytetu Warszawskiego.
W 1976 roku zadebiutował jako poeta w tygodniu „Kultura”. Jeszcze w tym samym roku wydano jego debiutancki tomik poezji Discantus Supra Librum (Wydawnictwo Literackie). Również w 1976 roku zadebiutował jako autor tekstów piosenek utworem Od lat napisanym do muzyki Piotra Figla.
Najwięcej piosenek napisał w latach 1979–1991. Otrzymał za nie wiele wyróżnień i nagród. Jako tekściarz przygotowywał repertuar m.in. dla Ewy Bem i Andrzeja Zauchy. Piosenki jego autorstwa usłyszeć można także w wykonaniu takich artystów i grup muzycznych, jak np.: Felicjan Andrzejczak, Krzysztof Cugowski, Gang Marcela, Wojciech Gąssowski, Anna Jantar, Irena Jarocka, Majka Jeżowska, Krzysztof Krawczyk, Grażyna Łobaszewska, Bogusław Mec, Maryla Rodowicz, Joanna Starosta, Gayga.
Jego piosenki wykorzystano w programie U cioci na imieninach wyemitowanym w telewizji. Zrealizował kilka teledysków (m.in. Tokio z Ewą Bem i Uczciwa bieda z Jackiem Skubikowskim) oraz muzycznych programów telewizyjnych (m.in. My Style z Ewą Kuklińską).

### Nagrody i wyróżnienia
- 1979 - wyróżnienie za utwór Żyć do pełna
- 1980 - wyróżnienie za piosenkę Bierz mnie (piosenka miesiąca w plebiscycie Studia Gama)
- nagroda w konkursie Programu III Polskiego Radia Bez tego i owego
- Grand Prix na Krajowym Festiwalu Polskiej Piosenki w Opolu dla twórców widowiska muzycznego Pozłacany warkocz (muz. Katarzyna Gärtner), w którym znalazły się piosenki Baśka i Nie będzie mnie głowisia bolała z tekstami Jagielskiego
- 1981 - wyróżnienie na KFPP w Opolu za utwór Za dużo widzę
- 1987 - III nagroda za Miłość to jest wielki skarb na KFPP w Opolu
- 1989 - I miejsce w konkursie Premie i premiery na KFPP w Opolu za utwór Zmienia się świat
- 1991 - I miejsce w konkursie Premie i premiery na KFPP w Opolu za utwór Rymowanka w sprawie ochrony środowiska
- I nagroda w konkursie Programu III Polskiego Radia za utwór instrumentalny Pamiętnik manekina

## Wybrane piosenki

### Teksty
- Baśka (muz. K. Gärtner)
- Bez tego i owego (muz. Wojciech Karolak)
- Bierz mnie (muz. K. Gärtner)
- Byłeś, jesteś, będziesz mój (muz. W. Jagielski)
- I co z tego dziś masz (muz. W. Chróst)
- Miłość to jest wielki skarb (muz. W. Jagielski)
- Nie będzie mnie głowisia bolała (muz. K. Gärtner)
- Od lat (muz. P. Figiel)
- Radość najpiękniejszych lat (współaut. Janusz Kondratowicz, muz. Jarosław Kukulski)
- Rymowanka w sprawie ochrony środowiska (muz. W. Jagielski)
- Tokio (muz. W. Chróst)
- Who Is Who, czyli Kto jest kto (muz. T. Klimonda)
- Wszystkie stworzenia duże i małe (muz. T. Klimonda)
- Za dużo widzę (muz. P. Rozmus)
- Zmienia się świat (muz. W. Jagielski)
- Żyć do pełna (muz. M. Jeżowska)
- " Chodzę, stoję, siedzę, leżę (muz. B.Sołtysik )

### Kompozycje
- Byłeś, jesteś, będziesz mój (sł. W. Jagielski)
- Miłość to jest wielki skarb (sł. W. Jagielski)
- My style (sł. Justyna Holm)
- Pamiętnik manekina (instr.)
- Really (sł. J. Holm)
- Rymowanka w sprawie ochrony środowiska (sł. W. Jagielski)
- Zmienia się świat (sł. W. Jagielski)

## Muzyka teatralna
- Król IV (reż. T. Różewicz)
- 1986 - Czapa, czyli Śmierć na raty (reż. Marek Piestrak) - opracowanie muzyczne
- 1990 - Pułapka na myszy (reż. Zbigniew Lesień)
- 1993 - Detektyw (reż. M. Piestrak)
- 1993 - Motyle są wolne (reż. Z. Lesień)
- 1995 - Siedem dni, ale nie tydzień (reż. Roman Kordziński)
- 1995 - Quartett (reż. R. Kordziński)
- 1996 - Komedia sytuacyjna (reż. Sylwester Chęciński)
- 1996 - Cud na Greenpoincie (reż. Z. Lesień)
- 1998 - Świadkowie (reż. Jan Różewicz)
- 1998 - Farrago (reż. Z. Lesień)